# فرانکلین (ایندیانا)
فرانکلین، ایندیانا (به انگلیسی: Franklin, Indiana) یک شهرک در ایالات متحده آمریکا با جمعیت ۲۳٬۷۱۲ نفر است که در شهرستان جانسون واقع شده‌است.

## موقعیت جغرافیایی
موقعیت جغرافیایی شهرها و مناطق اطراف به شرح زیر است: